# Ratio Educationis
A Ratio Educationis a 18. század második felében, majd a 19. század elején a Magyar Királyság területére kiterjedő két oktatási rendelkezésnek a neve, amelyeket az akkori uralkodók a királyi tanügyi rendszer szabályozására hoztak. Az első Mária Terézia  kiadott tanügyi rendelete volt 1777-ben, ezt követte I. Ferenc 1806. évi, azonos című rendelete, amely 1848-ig volt hatályban. A rendkívül alapos részletességgel kidolgozott, eredetileg latin nyelvű rendeletek Mészáros István fordításában és kiadásában magyarul is olvashatók a „Ratio Educationis. Az 1777-i és az 1806-i kiadás magyar nyelvű fordítása” címen.

## Mária Terézia Ratio Educationis rendelete
- Ratio Educationis a rövid címe annak a rendeletnek, melyet Mária Terézia királynő adott ki 1777-ben, és amely nyomtatásban a következő címmel jelent meg latinul: Ratio Educationis totiusque Rei Literariae per Regnum Hungariae et Provincias eidem adnexas. Tomus I. Vindobonae. Typis Joan. Thom. Nob. de Trattnern. MDCCLXXVII. (A rendeletet eredetileg német nyelven írták meg, és azt fordították latinra, de az a változat elveszett.)

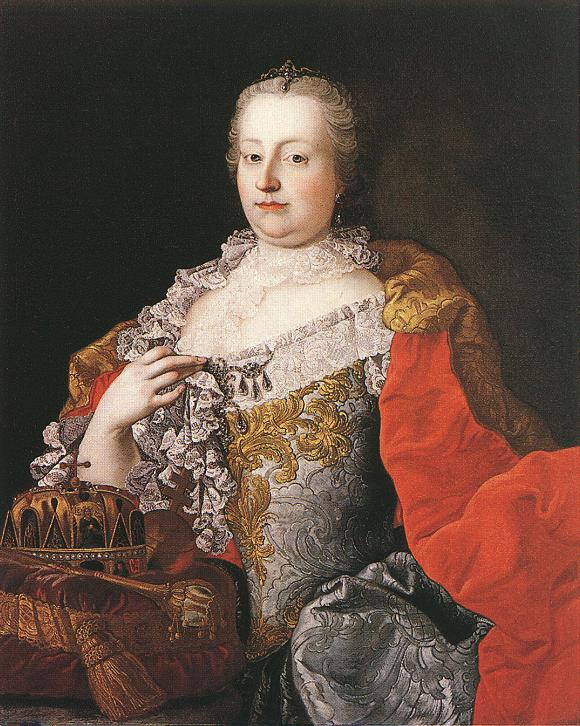
Mária Terézia
Martin van Meytens

- Történeti jelentősége részben abban áll, hogy ekkor valósult meg először, hogy az állam szabályozta az oktatásügyet, amely azelőtt az egyházak belügyének számított. Mindez a felvilágosult abszolutizmus gondolatvilágából következett: az iskolák a közjót kell, hogy szolgálják, és ezen az alapon az uralkodó jogot formálhat az iskolarendszer szerkezetének, a tananyag tartalmának és az oktatásban érdekeltek (tanárok, diákok, tanügyi hivatalnokok stb.) feladatainak meghatározására.
- A rendelet első abban a vonatkozásban is, hogy a teljes oktatásügyet (a népiskoláktól az egyetemig) egységesen rendezi. Centralizáló célját jól mutatja, hogy mellékletként még az ország egészére kötelezőnek nyilvánított órarendet is közöl az összes iskolatípus számára.
- A rendelet foglalkozik a tankötelezettség kérdésével (89. és 92. §), de mivel bevett szokásnak tekinti, hogy az 5-6 évesek is már a földeken vagy házimunkában segédkeznek, ezért mind a falusi, mind a városi elemi iskolákban az idénymunkák idején a kötelezettséget nem tartja reálisnak. Általánosan kötelezővé valójában az Eötvös József-féle népoktatási törvény tette (1868-ban), amely a 6–12 éves kor közötti gyerekek számára a népiskola látogatását elrendelte.
- A Ratio Educationis a fő felügyeletet az összes iskolaügy felett a koronának tartotta fenn; a korona ezt a jogot Magyarországon és Szlavóniában a Királyi Helytartótanács, Horvátországban pedig a Magyar Kancellária útján gyakorolta. A tanügy irányításának területi szervei a tankerületek voltak, amelyből eredetileg kilencet állított fel a kormányzat (még 1776-ban).
- A tanulmányi rendszer kidolgozásával Ürményi József kancelláriai tanácsost bízták meg, aki több szakember segítségét is igénybe vette. Közülük kiemelkedik Tersztyánszky Dániel kamarai tisztviselő.
- Az iskolarendszer felosztása a következő volt:
  - 4 év elemi iskola
  - 3 év kisgimnázium
  - 5 év főgimnázium
  - 2 év akadémia
  - 4 év egyetem

## I. Ferenc Ratio Educationis rendelete

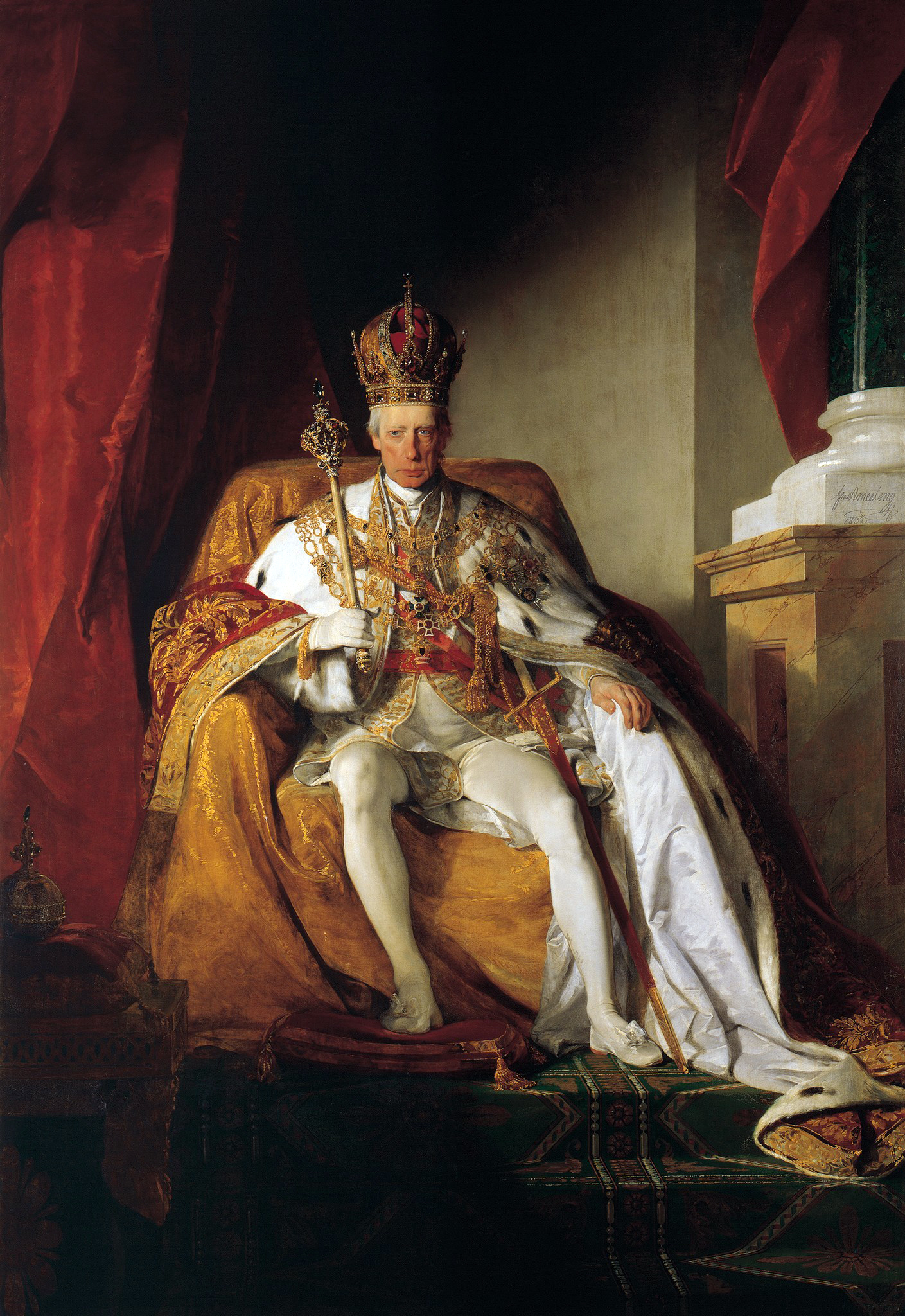
I. Ferenc
Friedrich von Amerling

- A Mária Terézia-féle Ratio Educationis hatályban maradt egészen 1806-ig, amikor a második rendeletet bocsátották ki. E rendeletet tartalmazó könyvnek a teljes címe: Ratio publicae totiusque rei literariae per Regnum Hungariae et provincias eidam adnexas. Budae. Typis et sumtibus regiae Universitas Hungaricae. 1806. Ez a rendelet az elsőtől sok tekintetben eltér. Részint az 1790–91-es országgyűlés által kiküldött bizottság javaslatai, részint pedig a kormánynak az első rendeleten tett módosításai érvényesülnek benne.
- Ennek értelmében is a királyé a fő felügyeleti jog, de azt az országos főkormányszék útján gyakorolja. Az elemi iskolák felügyeletére addig fennállott felügyelőséget eltörölte és ezt a tisztséget is ráruházta a gimnáziumok felügyeletével megbízott főigazgatókra, akiknek számát hatban állapította meg. (
budai, nagyváradi, pozsonyi, kassai, győri és zágrábi.)
- I. Ferenc király rendelete is három részre tagolta a gimnáziumot:
  - kisgimnáziumra, vagyis grammatikai iskolára négyéves tanfolyammal;
  - főgimnáziumra, vagy az ún. humanistákra, kétéves tanfolyammal és végül a kétéves tanfolyamú bölcseleti kurzussal.
  - A népiskolát ez a rendelet is falusi, kisvárosi és nagyvárosi iskolákra osztotta. A nagyvárosi iskolákkal kapcsolták össze a tanítóképzőket is. A leányok tanításáról külön intézkedett a rendelet, meghagyván, hogy a köznép leányait vallás- és erkölcstanra, az evangéliumokra, olvasásra, írásra, számvetésre, női házimunkákra és Magyarország állapotának ismeretére kell tanítani. A magasabb rangú leányoknak pedig az említetteken kívül előírta az írók olvasását, a magyar, német és francia nyelvet, a világtörténelmet és földrajzot.

## Hatásuk
Mindkét Ratio Educationis csak rendelet volt, nem pedig országos törvény, ezért a protestánsok azokat iskoláik szervezésében és berendezésénél irányul nem fogadták el, és amikor a kormányzat végrehajtásukat ismételten sürgette, a protestánsok erélyesen tiltakoztak.  A magyarországi katolikus iskolák azonban egészen 1848-ig a második Ratio Educationis szellemében működtek.